# Lottia fenestrata
Lottia fenestrata is een slakkensoort uit de familie van de Lottiidae. De wetenschappelijke naam van de soort is voor het eerst geldig gepubliceerd in 1855 door Reeve.